# Carios muesebecki
Carios muesebecki är en fästingart som beskrevs av Harry Hoogstraal 1969. Carios muesebecki ingår i släktet Carios och familjen mjuka fästingar. Inga underarter finns listade.